# Naturschutzgebiet Hermkesiepensystem
Das Naturschutzgebiet Hermkesiepensystem mit einer Größe von 14,2 ha liegt nordwestlich von Amecke im Stadtgebiet von Sundern (Sauerland). Das Gebiet wurde 1993 mit dem Landschaftsplan Sundern durch den Hochsauerlandkreis als Naturschutzgebiet (NSG) mit einer Flächengröße von 1,2 ha ausgewiesen. Bei der Neuaufstellung des Landschaftsplanes Sundern wurde das NSG erneut ausgewiesen und deutlich vergrößert. Nur die L 687 trennt das NSG vom Sorpesee. Das NSG ist umgeben vom Landschaftsschutzgebiet Sundern.

## Beschreibung
Es umfasst das Hermkesiepen und ein namenloses Waldsiepen. Die bewaldete Bachaue zeichnet sich zum einen durch einen ausgesprochen naturnahen Bachlauf und weitgehend unbeeinträchtigte Sickerquellen mit Quellfluren aus. Ebenso bemerkenswert sind die auf weiten Strecken bestandsbildenden, teils aber auch nur sehr schmalen bachbegleitenden Erlen-Auenwälder. Westlich einer nicht zum NSG gehörenden Jagdhütte ist ein Teilbereich des angrenzenden Birken-Eichenwaldes mit eingeschlossen worden. In Teilbereichen grenzen oft Fichtenkulturen bis unmittelbar an die jeweiligen Bäche. In den Fichtenalthölzern sind reliktartige, fragmentarische Quellfluren zu finden. Bemerkenswert sind die Flechtenvorkommen, besonders an den Eichen, und die auffälligen teils flächig verbreiteten Moospolster einschließlich Torfmoospolster.

## Schutzzweck
Das NSG soll das Siepental und die dortigen Arten schützen. Wie bei allen Naturschutzgebieten in Deutschland wurde in der Schutzausweisung darauf hingewiesen, dass das Gebiet „wegen der Seltenheit, besonderen Eigenart und Schönheit des Gebietes“ zum Naturschutzgebiet wurde. Laut Landschaftsplan erfolgte die Ausweisung speziell zum:
- „Schutz, Erhaltung und Entwicklung eines durch naturnahe Quellen und Quellbäche sowie naturnahe Bachauenwälder geprägten Siepentales und seiner Lebensgemeinschaften;“
- „Erhaltung der naturnahen Laubholzbestände u. a. als Vernetzungsbiotop durch naturgemäße Waldwirtschaft, und Entwicklung der Waldlebensgemeinschaften entlang des Gewässersystems, insbesondere durch die Umbestockung der bachbegleitenden Nadelholzforste in standortgerechten, heimischen Laubwald.“
- „Das NSG dient auch der nachhaltigen Sicherung von besonders schutzwürdigen Lebensräumen nach § 30 BNatschG und von Vorkommen seltener Tier- und Pflanzenarten.“

## Entwicklungsmaßnahmen
Im Landschaftsplan wurde als zusätzliche Entwicklungsmaßnahmen festgeschrieben:
- „Vorhandenes und auflaufendes Nadelholz – auch Fichtennaturverjüngung – ist zu entfernen (§ 26 LG);“
- „Die entfichteten Flächen sind nach einer Initialpflanzung von standortgerechtem, heimischem Laubholz der Sukzession zu überlassen (§ 26 LG);“
- „Flechtenbewachsene Bäume sind aus der Nutzung zu nehmen (§ 26 LG).“